# Albania (Caquetá)
Pour les articles homonymes, voir Albania.
Albania est une municipalité colombienne localisée dans la région sud-ouest du département Caqueta en Colombie, elle fait partie de la région amazonienne du pays, étant l'une des 16 municipalités qui forment le département.